# Merycomyia brunnea
Merycomyia brunnea är en tvåvingeart som beskrevs av Stone 1953. Merycomyia brunnea ingår i släktet Merycomyia och familjen bromsar. Inga underarter finns listade i Catalogue of Life.